# Café de Villa Rica
El cáfe de Villarica es una indicación geográfica peruana para el café en grano verde de la especie Coffea arabica que se cultiva y produce en el distrito de Villa Rica. Las características se definen por factores ambientales y humanos. Es la quinta denominación de origen protegida del Perú.
A nivel internacional, el gobierno peruano registró la denominación de origen ante la Organización Mundial de la Propiedad Intelectual, conforme al Sistema de Lisboa, en 2010.